# Mobaye
Mobaye är en prefekturhuvudort i Centralafrikanska republiken.   Den ligger i prefekturen Basse-Kotto, i den södra delen av landet, 290 km öster om huvudstaden Bangui. Mobaye ligger 388 meter över havet och antalet invånare är 19 431.
Terrängen runt Mobaye är huvudsakligen platt, men norrut är den kuperad. Det finns inga andra samhällen i närheten. 
I omgivningarna runt Mobaye växer huvudsakligen savannskog. Runt Mobaye är det glesbefolkat, med 9 invånare per kvadratkilometer.